# 원한 해결 사무소
《원한 해결 사무소》(怨み屋本舗 우라미야혼포[*])는 구리하라 쇼쇼의 일본 만화이다. 원한을 가진 사람들에게 원한해결사가 나타나 의뢰를 받아 대신 복수해 준다는 내용이다. 드라마로도 만들어졌다.

## 등장 인물

### 원한 해결사 관계
원한해결사
정보상
시、。。。。。。。。。わ。。。。わ、。わ。。。。わ。。。。わ。。。。。わ。。わ。ー。。。、。。。。。。？、。！、。。。。。、。。。。。。。。。。。。。、。。。。。。。。。、。、。。、。。。、。。、。、。。。。。。。。。。。。。。。。。、。。、。。。。。、。。、。。、。。。。。。。。？。。。。。。。。。。。。。、。。。。。。。、。。。。。。？。。。。。。。。。。。。。。、。。。。。。。。。。。、。와스다 타케오미
슈
스기카와 리나
아이카가와 타케시
닥터

### 경찰관계자
야도로키 사토시
하타노 세이이치
모로타 카즈토모

## 드라마
TV 도쿄에서 2번 드라마로 만들어졌다. 모두 금요일 심야 드라마 시간대인 드라마 24에 방송됐다. 1탄이 방송된 후, 2탄이 방송되기 전에 스페셜 드라마 2편도 만들어졌다.
TV 시리즈
- 《원한 해결 사무소》 (2006년 7월 14일 - 9월 29일)
- 《원한 해결 사무소: 리붓》 (2009년 7월 3일 - 9월 25일)

TV 스페셜
- 《원한 해결 사무소 스페셜: 가족의 어둠 몬스터 패밀리》 (2008년 1월 6일)
- 《원한 해결 사무소 스페셜 2: 마인드 컨트롤의 함정》 (2009년 1월 7일)

### 개요
TV 도쿄 계열에서 기노시타 아유미를 주연으로 드라마화 됐다. 드라마 24의 4번째 작품으로 제1탄 《원한해결 사무소》가 2006년 7월 14일부터 같은 해 9월 29일까지 방송됐다.
또 2008년 1월 6일에는 《원한해결 사무소 스페셜: 가족의 어둠 몬스터 패밀리》가 방송됐다. 스페셜 방송에 앞서, 간토 지구에서만 4일연속으로(2008년 1월 2일~5일, 하루 2~4화씩) 1탄이 재방송됐다.
2009년 1월 7일에는 수요 미스테리 9 특별기획으로 《원한해결 사무소 스페셜 : 마인드 컨트롤의 덫》이 방송됐다. 끝부분에 같은 해 여름부터 새 시리즈 방송이 발표됐다.
2009년 7월 3일부터 9월 25일까지, 드라마 24의 16번째 작품으로 제2탄 《원한해결 사무소: 리붓》이 방송됐다. 제1탄은 1화에 완결되는 내용이었으나(11. 12화 제외), 《리붓》에서는 한 내용이 전후편 2화로 나누어 방송됐다.
또, 등장인물의 설정 등은 원작과 다른 부분이 있다.

### 등장 인물
등장 인물의 설정은 원한해결사의 본명이 밝혀지지 않고, 선대 및 지사의 존재도 언급되지 않는다. 슈와 리나의 등장이 원작보다 빠른것 등 원작과 다른 부분이 많이 있다. 또 1탄의 제4화 바텐더 역, 《리붓》 제11화 경찰관 역으로 원작자인 쿠리하라 쇼쇼가 등장한다.

#### 원한해결 공작원
원한해결사 - 기노시타 아유미
복수대행업을 하고 있는 수수께끼의 미녀. 평소 검은 긴 머리 가발을 쓰고 변장해 있지만, 상황에 따라 갈색 단발 머리로 되돌아간다. 도내 고급 호텔 스위트 룸에 머물고 있다. 푸른 나비 표본을 소중히 여긴다. 차는 제1탄과 《스페셜》에서는 시트로엥 C3, 《스페셜 2》에선 피아트 500, 《리붓》에선 푸조 207.
정보상(초대) - 데라지마 스스무 (제1탄 ~ SP 2)
원한해결사의 사업 파트너. 아키하바라에 〈호키마 정보연구소〉라는 사무소를 열고, 다양한 정보를 입수한다. 《스페셜》과 《스페셜 2》에서는 배 안으로, 《리붓》에선 신오쿠보로 사무소를 이전한다. 《스페셜》에서 카스가에 의해 본명이 '시도 에이지'인 것이 밝혀진다. 《리붓》에서 소재가 불분명한 건 2대 정보상도 알지 못한다. 애완동물은 퍼그 린다.
정보상(2대) - 가토 마사야
슈 - 다케자이 데루노스케 (제1탄 ~ SP 1), 오노 겐토 (SP 2 ~ 리붓)
원한해결사의 공작원. 아줌마 전문 호스트. 애차는 아우디 TT (SP 2).
드라마에선 원한해결사의 동생이란 설정이 없이, 공장원 중 하나이다. (본명인지 가명인지 불명).
시와스다 타케오미 - 마에다 겐
놀라운 신체능력을 가진 오타쿠. 그 능력을 인정받아 원한해결 공작원이 되었다. 정보상을 마크로인 왕국의 상관, 원한해결사를 그의 약혼자라고 믿고 있다.
스기카와 리나 - 아오이
제1탄에서 의뢰자로 원한해결사와 만나고, 다음부턴 공작원으로 일하면서 의뢰 비용을 갚고 있다. 《스페셜 2》에서 돈을 모두 갚고 《리붓》에선 고교 졸업 후 꽃집에서 일하고 있었지만, 스스로 다시 공작원이 된다. 드라마에선 원작보다 빨리 공작원이 되며, 또 갚을 의뢰 비용이 500만엔이 아닌 300만엔이다.
미즈시나 마키 - 나쓰메 나나 (리붓)
전에 원한해결사에게 의뢰를 한 적이 있어, 그 비용을 갚기 위해 평소에는 긴자의 클럽에서 일하고 있다. 필요에 따라 원한해결사 공작원으로도 일한다. 여자인 것을 무기로 남자를 갖고 노는것에 천부적인 재능이 있다.

#### 경찰 관계자
야도로기 사토시 - 기타로
시부야 남 경찰서의 형사. 계급은 경부. 사건의 내막에서 원한해결사를 발견하고 그 정체를 쫓는다. 제1탄에서, 부하 노다를 정당 방위로 살해해 노다의 어머니 후미에에게 원한을 사, 원한해결사에게 살해 의뢰를 받게된다.

#### 도쿄 베이 TV 관계자
모두 《리붓》부터 등장.
호시카게 시즈카 - 나가베 히토미
죠지마 신이치 - 다나카 데쓰시

#### 그 외
오하시 미호 - 오하시 미호
뉴스 24의 캐스터. 오프닝에서 그 화에 일어나는 사건의 개요나 사회적 배경(후편에서는 전편의 줄거리)을 뉴스로 낭독한다.

### 방송일·부제
괄호 안은 배우이며, △는 사회적 말살, 혹은 살해되지 않은 대상자이며, ×는 살해당한 대상자.

#### 원한 해결 사무소: 리붓
| 각 화 | 방송일          | 부제                     | 피해자                                                                                | 의뢰자                                                                                | 대상자                                                                                | 그 외 게스트                   |
| ----- | --------------- | ------------------------ | ------------------------------------------------------------------------------------- | ------------------------------------------------------------------------------------- | ------------------------------------------------------------------------------------- | ------------------------------ |
| 0화   | 2009년 7월 3일  | 일그러진 정의            | 원한 해결 사무소:리붓 특집 방송 (스페셜 2 후일담, 이번 및 과거 작품 등장인물 소개 등) | 원한 해결 사무소:리붓 특집 방송 (스페셜 2 후일담, 이번 및 과거 작품 등장인물 소개 등) | 원한 해결 사무소:리붓 특집 방송 (스페셜 2 후일담, 이번 및 과거 작품 등장인물 소개 등) |                                |
| 1화   | 2009년 7월 10일 | 교실의 악마 (전편)       | 도미네 아야네                                                                         | 도미네 야요이                                                                         | 데즈카 노부유키× 마츠무라 도키코△ 가미타 스즈△ 아카사카 지사토△                       |                                |
| 2화   | 2009년 7월 17일 | 교실의 악마 (후편)       | 도미네 아야네                                                                         | 도미네 야요이                                                                         | 데즈카 노부유키× 마츠무라 도키코△ 가미타 스즈△ 아카사카 지사토△                       |                                |
| 3화   | 2009년 7월 24일 | 또 한 명의 복수자 (전편) | [ 1 ]                                                                                 | 오키츠 가즈요시                                                                       | 구리하라 슈이치△                                                                      |                                |
| 3화   | 2009년 7월 24일 | 또 한 명의 복수자 (전편) | [ 1 ]                                                                                 | 오키츠 가즈요시                                                                       | 오타키 가즈히코× 오로치× 히와타리 겐이치로×                                           |                                |
| 4화   | 2009년 7월 31일 | 또 한 명의 복수자 (후편) | 구리하라 구미                                                                         | 구리하라 슈이치 오키츠 가즈요시                                                       |                                                                                       |                                |
| 4화   | 2009년 7월 31일 | 또 한 명의 복수자 (후편) | 구리하라 구미                                                                         | 구리하라 슈이치 오키츠 가즈요시                                                       | 오키츠 가즈요시△                                                                      |                                |
| 5화   | 2009년 8월 7일  | 지옥의 남매 (전편)       | 무토 마코토                                                                           | 무토 마코토                                                                           | 기쓰네 가오루△ 기쓰네 도코△                                                           |                                |
| 6화   | 2009년 8월 14일 | 지옥의 남매 (후편)       | 무토 마코토                                                                           | 아야 (야자와 신)                                                                      | 기쓰네 가오루△ 기쓰네 도코△                                                           |                                |
| 7화   | 2009년 8월 21일 | 씁쓸한 담배 (전편)       | 미네시마 다카히로 미네시마 하루에 미네시마 에리카                                     | 정보상(가토 마사야)                                                                   | 이오키 야스후쿠× 다마루× 도부쿠로×                                                    | 성인용품점 손님(이지리 오카다) |
| 8화   | 2009년 8월 28일 | 씁쓸한 담배 (후편)       | 미네시마 다카히로 미네시마 하루에 미네시마 에리카                                     | 정보상(가토 마사야)                                                                   | 이오키 야스후쿠× 다마루× 도부쿠로×                                                    | 성인용품점 손님(이지리 오카다) |
| 9화   | 2009년 9월 4일  | 사랑받기 고수 (전편)     | 세키구치 마키코(이 치히로)                                                            | 세키구치 마키코(이 치히로)                                                            | 아오야마 치하루(미쓰시마 히카리)△                                                     |                                |
| 10화  | 2009년 9월 11일 | 사랑받기 고수 (후편)     | 세키구치 마키코(이 치히로)                                                            | 세키구치 마키코(이 치히로)                                                            | 아오야마 치하루(미쓰시마 히카리)△                                                     |                                |
| 11화  | 2009년 9월 18일 | 마음의 어둠 (후편)       |                                                                                       |                                                                                       |                                                                                       |                                |
| 12화  | 2009년 9월 25일 | 마음의 어둠 (후편)       |                                                                                       |                                                                                       |                                                                                       |                                |

### 제작진
- 원작: 구리하라 쇼쇼
- 각본: 가와시마 스미노
- 감독: 니키 게이스케
- 음악: 이가라시 유미, P.P.M
- 제작: 〈원한해결 사무소〉 제작위원회 (TV 도쿄, TV맨 유니온)

### 주제가·삽입곡
원한 해결 사무소
- 여는 곡: 미히마루 GT 〈いつまでも響くこのmelody〉
- 닫는 곡: SeanNorth 〈final your song〉

원한 해결 사무소 가족의 어둠 몬스터 패밀리
- 삽입 곡: 가리 〈RHYMERACER〉, 〈After Glow〉
- 닫는 곡 : 선민 〈Another wish〉

원한 해결 사무소 마인드 컨트롤의 덫
- 닫는 곡: 타무라판 〈ライ・クア・バード〉

원한 해결 사무소 리붓
- 여는 곡: 가라스 〈유메〉 (夢)
- 닫는 곡: 은영 〈放熱ララバイ〉